# Darlington
För andra betydelser, se Darlington (olika betydelser).
Darlington är en stad i grevskapet Durham i England. Staden är huvudort i kommunen Borough of Darlington och ligger vid floden Skerne, cirka 28 kilometer söder om Durham samt cirka 22 kilometer sydväst om Middlesbrough. Tätorten (built-up area) hade 92 363 invånare vid folkräkningen år 2011.
Mellan Darlington och Stockton-on-Tees gick världens första passagerartåg.

## Sport
Stadens fotbollslag heter Darlington FC.